# 1994 في الاتحاد الأوروبي
أحداث عام 1994 في الاتحاد الأوروبي.

## الحكم
- رئيس المجلس الأوروبي –  أندرياس باباندريو (كانون الثاني – حزيران 1994)،  هلموت كول (تموز – كانون الأول 1994)
- رئيس المفوضية –  جاك ديلور
- رئاسة مجلس –  اليونان (كانون الثاني – حزيران 1994)،  ألمانيا (تموز – كانون الأول 1994)

## الأحداث

### كانون الثاني
- 1 كانون الثاني
  - اليونان تتولى رئاسة مجلس الاتحاد الأوروبي.
  - تبدأ المرحلة الثانية من الاتحاد الاقتصادي والنقدي بإنشاء المعهد النقدي الأوروبي (EMI).
  - دخول اتفاقية إنشاء المنطقة الاقتصادية الأوروبية (EEA) حيز التنفيذ.

### شباط
- 19 شباط - ديوان المحاسبة ينشر التقرير الخاص بضبط المخالفات والغش في المجال الزراعي.

### اذار
- 9-10 آذار - تعقد لجنة الأقاليم، المنشأة بموجب معاهدة الاتحاد الأوروبي، جلستها الافتتاحية. تم انتخاب جاك بلان رئيسًا.
- 29 اذار - عقد اجتماع غير رسمي لوزراء الخارجية في يوانينا. يتم اعتماد قرار حل وسط بشأن قواعد اتخاذ القرار بالأغلبية المؤهلة استعدادًا للتوسيع.
- 30 اذار - اختتام مفاوضات الانضمام مع النمسا والسويد وفنلندا والنرويج في بروكسل.
- 31 اذار - المجر تقدمت بطلب رسمي للانضمام إلى الاتحاد الأوروبي.

### نيسان
- 5 نيسان - بولندا تقدمت بطلب رسمي للانضمام إلى الاتحاد الأوروبي.
- 6 نيسان - اعتمدت المفوضية ورقة خضراء حول سياسة الاتحاد السمعي البصري.
- 15 نيسان - التوقيع على الفصل الأخير من مفاوضات جولة أوروغواي (الجات) في مراكش بالمغرب.
- 19 نيسان - المجلس يقرر اتخاذ إجراءات مشتركة بموجب السياسة الخارجية والأمنية المشتركة لدعم عملية السلام في الشرق الأوسط.
- 26 نيسان / نيسان - اعتمد البرلمان والمجلس البرنامج الإطاري الرابع للبحث والتطوير والتطبيق (1994-1998).

### أيار
- 25 أيار - مجلس محافظي بنك الاستثمار الأوروبي يؤسس صندوق الاستثمار الأوروبي.
- 26 - 27 أيار تم عقد المؤتمر الافتتاحي لميثاق الاستقرار في وسط وشرق أوروبا في - باريس، فرنسا.

### حزيران
- 9-12 حزيران - إجراء انتخابات مباشرة للبرلمان الأوروبي للمرة الرابعة.
- 12 حزيران - إجراء استفتاء في النمسا، وتؤيد الأغلبية الانضمام إلى الاتحاد الأوروبي.
- 14 حزيران - توقيع اتفاقية شراكة وتعاون بين الاتحاد الأوروبي وأوكرانيا في لوكسمبورغ.
- 24-25 حزيران - عقد المجلس الأوروبي في كورفو، اليونان. يناقش بشكل رئيسي النمو والقدرة التنافسية والتوظيف. تم التوقيع على وثائق انضمام النمسا والسويد وفنلندا والنرويج. توقيع اتفاقية شراكة وتعاون جديدة بين المجموعات الأوروبية والدول الأعضاء وروسيا.

### تموز
- 1 تموز - ألمانيا تتولى رئاسة مجلس الاتحاد الأوروبي.
- 8-10 تموز - انعقدت القمة الاقتصادية الغربية العشرين في نابولي بإيطاليا.
- 14 تموز - حكم فاتشيني دوري. تؤكد محكمة العدل الأوروبية أن أي دولة عضو تلحق ضررًا بفرد من خلال حذف توجيه في قانونها الوطني يجب أن تدفع تعويضًا بشرط استيفاء شروط معينة.
- 15 تموز - عقد اجتماع استثنائي للمجلس الأوروبي في بروكسل: تم اختيار جاك سانتر خلفًا لجاك ديلور كرئيس للمفوضية الأوروبية.
- 18 تموز - توقيع اتفاقيات التجارة الحرة في بروكسل مع إستونيا ولاتفيا وليتوانيا.
- 19 - 26 تموز - البرلمان الأوروبي الجديد يعقد جلسته الجزئية الأولى في ستراسبورغ. تم انتخاب كلاوس هانش رئيسًا. تم تعيين جاك سانتر رسميًا كرئيس قادم للمفوضية الأوروبية.
- 27 تموز - المفوضية تتبنى الكتاب الأبيض حول السياسة الاجتماعية الأوروبية.

### تشرين الأول
- 10 تشرين الأول - توقيع اتفاقية تعاون بين المجموعة وجنوب إفريقيا. افتتاح مؤتمر حول الأمن والتعاون في أوروبا (CSCE) في بودابست، المجر.
- 16 تشرين الأول - إجراء استفتاء في فنلندا، تؤيد الأغلبية الانضمام إلى الاتحاد الأوروبي.
- 25 تشرين الأول - اعتمدت المفوضية الجزء الأول من الورقة الخضراء بشأن تحرير البنية التحتية للاتصالات وشبكات التلفزيون الكبلي.

### تشرين الثاني
- 13 تشرين الثاني - إجراء استفتاء في السويد، وتؤيد الأغلبية الانضمام إلى الاتحاد الأوروبي.
- 15 تشرين الثاني - اجتمع مجلس معهد النقد الأوروبي لأول مرة في فرانكفورت.
- 28 تشرين الثاني - الاستفتاء النرويجي يرفض الانضمام إلى الاتحاد الأوروبي.
- 29 تشرين الثاني - اعتمد البرلمان والمجلس والمفوضية المنظور المالي 1995-1999 المعدل لمراعاة التوسع.
- 30 تشرين الثاني - المجلس يتبنى أول عمل مشترك في مجال العدل والشؤون الداخلية.

### كانون الأول
- 6 كانون الأول - يتبنى المجلس برنامج ليوناردو دافنشي في التدريب المهني ويصدر أول قرار له بموجب بروتوكول السياسة الاجتماعية.
- 9-10 كانون الأول - يضع المجلس الأوروبي في إيسن بألمانيا خطوط عمل للنمو والقدرة التنافسية والتوظيف مع إشارة خاصة إلى تدابير مكافحة البطالة وتشغيل الشبكات عبر أوروبا؛ يوافق على إستراتيجية شاملة لتقريب البلدان المنتسبة في وسط وشرق أوروبا من المجموعة ويكرر عزمه على إقامة شراكة أورومتوسطية. ويوافق على مبدأ برنامج المساعدة متعدد السنوات لأيرلندا الشمالية.
- 15 - 16 كانون الأول - يتبنى المجلس استنتاجًا بشأن إستراتيجية المجتمع للحد من انبعاثات ثاني أكسيد الكربون والبيئة والنقل. كما تعتمد لائحة بشأن المواد المستنفدة لطبقة الأوزون وتوجيهات بشأن حرق النفايات الخطرة.
- 17 كانون الأول - توقيع ميثاق الطاقة الأوروبي في لشبونة.

## عواصم الثقافة الأوروبية
عاصمة الثقافة الأوروبية هي مدينة حددها الاتحاد الأوروبي لمدة سنة تقويمية واحدة، تنظم خلالها سلسلة من الفعاليات الثقافية ذات البعد الأوروبي القوي.
- لشبونة، البرتغال